# Physcomitrella
Physcomitrella (Muddermos) er en slægt af mosser med 2 arter, hvoraf den ene findes i Danmark. Physcomitrella betyder 'lille Physcomitrium'.
| Danske arter |

- Bulet Muddermos Physcomitrella patens